# Austrorossia bipapillata
Austrorossia bipapillata е вид главоного от семейство Sepiolidae.

## Разпространение и местообитание
Видът е разпространен в Провинции в КНР, Тайван, Филипини и Япония (Кюшу, Рюкю, Хоншу и Шикоку).
Среща се на дълбочина около 219 m.